# John Rut

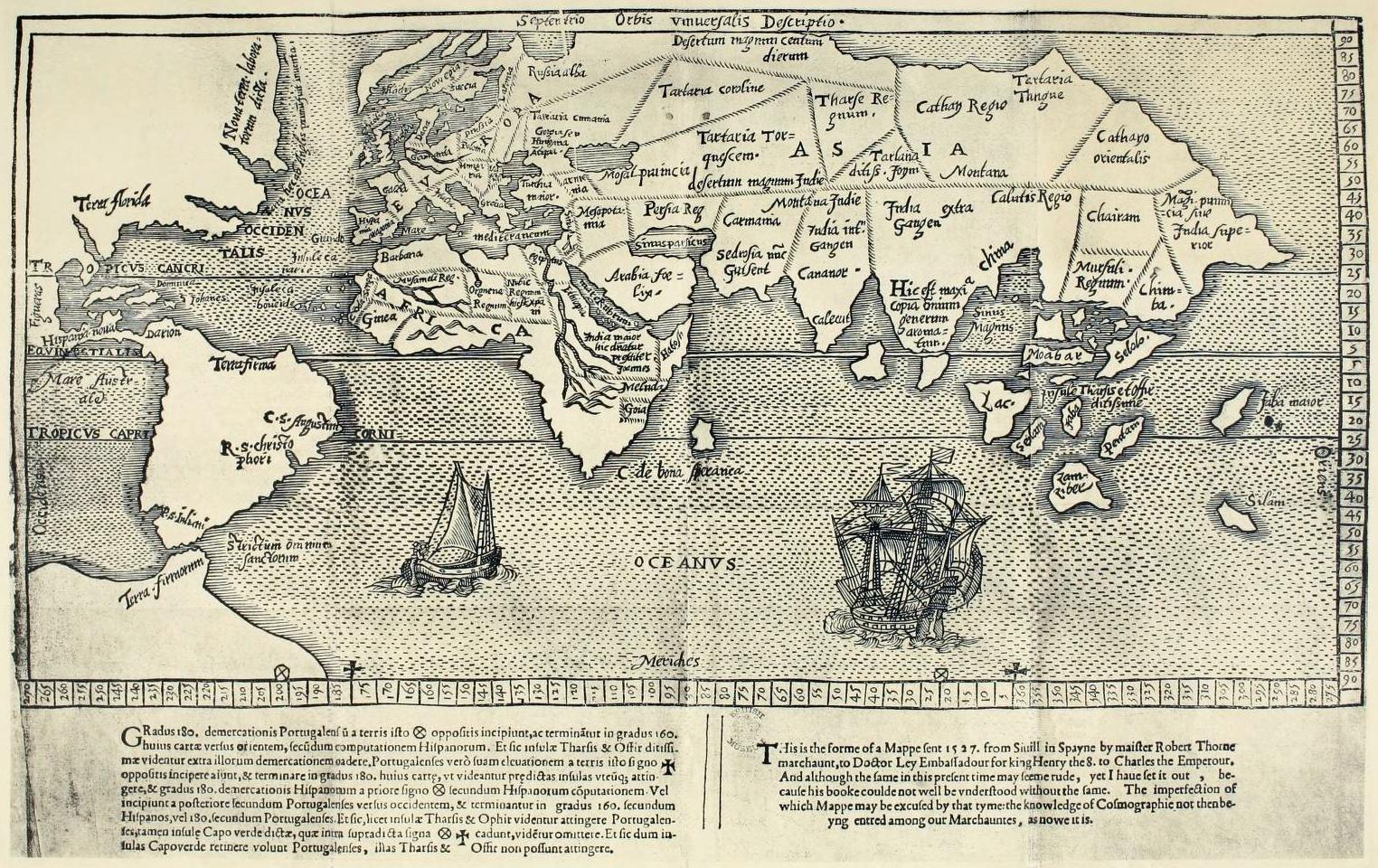
Mapa enviado por el mercader Robert Thorne en 1527 desde Sevilla al embajador inglés en España junto a una carta en la que defendía una ruta polar desde Inglaterra hasta las islas de las Especias. Esta versión fue publicada en 1582.

John Rut (fl. 1512 – 1528) fue un marino inglés, nacido en Ratcliffe, Essex, que fue elegido por Enrique VIII de Inglaterra para comandar una expedición a América del Norte en busca del Paso del Noroeste. De la vida de Rut antes de esta expedición solo se sabe que en diciembre de 1512 fue nombrado maestre de una carraca genovesa capturada para combatir contra Francia, y que en noviembre de 1526 era maestre del Mary Guildford en un transporte rutinario de vino desde Burdeos a Inglaterra.
El 20 de mayo de 1527 zarparon del Támesis y el 10 de junio partían del puerto de Plymouth, con dos barcos, el Samson y el Mary Guilford. El viaje fue organizado por el cardenal Wolsey según los deseos de Robert Thorne, un comerciante de Bristol. El Samson iba comandado por el maestro Grube y el Mary Guilford por Rut.
Durante la travesía del océano Atlántico los barcos fueron separados durante una tormenta, y se supone que el Samson se perdió. A principios de julio el Mary Guilford se encontró con grandes icebergs —las fuentes de la latitud más septentrional a las que llegó no son fiables y dan cifras tan variadas como los 53°N (tal vez por 58°) y 64°N— y se volvió hacia el sur. Alcanzaron la costa de la península del Labrador probablemente cerca del St. Lewis Inlet (52°20´N), un entrante que exploraron. Pescaron en el cabo Bas (a 52°N según Rut contó y probablemente en cabo Charles) entre el 21 y el 30 de julio, y luego el Mary Guilford zarpó hacia San Juan de Terranova. Entraron en el puerto de San Juan el 3 de agosto donde informaron que se encontraron con once barcos pesqueros normandos, uno bretón y dos de Portugal .
El 3 de agosto de 1527, estando en San Juan, Rut escribió una carta al rey Enrique con sus conclusiones y su programado viaje hacia el sur en busca de sus compañeros desaparecidos. Se trata de la primera carta en inglés conocida redactada en América del Norte. Otro miembro de la expedición, Alberto de Prato, envió otra misiva en latín al cardenal Wolsey. La carta de Rut, en parte, dice lo siguiente:

Complacerá a su Honorable Gracia saber que su siervo John Rut con toda su compañía aquí en buena salud gracias a Dios.
Pleasing your Honourable Grace to heare of your servant John Rut with all his company here in good health thanks be to God.
John Rut

y concluye:

(...) el tercer día de agosto entramos en un buen puerto llamado St. John y allí encontramos once navíos normandos y uno de Bretaña y dos de Portugal, barcos todos de pesca y así estamos listos para partir hacia el cabo Bras que está a 25 leguas y así cuando hemos podido pescamos a lo largo de la costa hasta que podamos encontrarnos con nuestro compañero y así con toda diligencia que haya en mí hacia partes que tierras que estamos al mando en nuestra salida y por lo tanto Jesús guarde y conserve a usted en Honorable Gracia y todo su Reverendo Honorable. En el Puerto de St. John el tercer día del mes de agosto escrito en 1527, por su siervo Juan Rut hasta lo último de sus fuerzas.
...the third day of August we entered into a good harbour called St. John and there we found Eleuen Saile of Normans and one Brittaine and two Portugal barks all a fishing and so we are ready to depart towards Cap de Bras that is 25 leagues as shortly as we have fished and so along the Coast until we may meete with our fellowe and so with all diligence that lyes in me toward parts to that Ilands that we are command at our departing and thus Jesu save and keepe you Honourable Grace and all your Honourable Reuer. In the Haven of St. John the third day of August written in hast 1527, by your servant John Rut to his uttermost of his power.
John Rut

Después de salir de Terranova para climas más cálidos, el Mary Guilford navegó siguiendo la costa este de Norteamérica, pasando más allá de la bahía de Chesapeake hasta la Florida. Se cree que este fue el primer barco inglés en hacerlo. El 19 de noviembre un barco inglés que probablemente fuera el Mary Guilford llegó a la isla de Mona, cerca de Puerto Rico, como atestiguó un marino español que habló con los tripulantes. Según este testigo, el navío llevaba 70 hombres y había perdido al piloto, del Piemonte, muerto a mano de los indios en algún punto de la costa recorrida.
Desde allí navegaron a Santo Domingo, donde fueron recibidos el 25 de noviembre y autorizados a atracar. Sin embargo, un malentendido con el disparo de un cañón hizo que los ingleses huyeran del puerto. Después estuvieron en Ocoa y en San Germán, en la isla de Puerto Rico. Rut debió regresar a Inglaterra en la primavera o verano de 1528, ya que en el otoño condujo al Mary Guilford a Burdeos para traer vino para el rey inglés, en lo que había sido la tarea habitual de esta nave antes de 1527. No se conserva de John Rut ningún registro posterior.